# The Real Deal
The Real Deal est un groupe de skate punk canadien, originaire de Montréal, au Québec. Le groupe compte deux albums, Hungover, but Dead Sober (2008) et Fun (2009). Le groupe compte plus de 400 concerts

## Biographie
Le groupe est formé en 2003 à Montréal, au Québec. À leurs débuts, ils feront la première partie de groupes tels que Less Than Jake, Reel Big Fish, et Millencolin. 
Le groupe publie son premier album studio, Hungover, but Dead Sober, le 22 avril 2008, au label Union Label Group. Ils tirent leur premier vidéoclip avec la chanson What Happened?!? F*ck!?!, issue de l'album. Leur deuxième album studio, Fun, est publié le 5 mai 2009, en Amérique du Nord chez Stomp Records, et le 15 juillet 2009 au Japon. Cette même année, ils participeront d'ailleurs au Vans Warped Tour sur la scène Union/D-Tox. 
En avril 2010, Franki (aka Skip Johnson) décide de se séparer du groupe à cause de « problèmes financiers », mais prévoit de continuer à écrire de nouvelles chansons à l'avenir. Aucun remplaçant ne sera prévu, et plusieurs concerts seront joués avant le départ de Franki. En mai 2010, ils ont annoncé des dates de concerts au Québec et en Ontario. En août 2010, le groupe publie le clip de la chanson Rebel’s Chant. En avril 2011, ils jouent aux Foufounes Électriques à Montréal. The Real Deal joue au Petit Campus le 8 novembre 2014 à Montréal.

## Membres

### Membres actuels
- Ants - chant, guitare
- Davy - guitare, chant
- Nico - batterie

### Ancien membre
- Skip Johnson (Franki) - basse